# Navua
Navua – miasto na Fidżi; na wyspie Viti Levu; (Dystrykt Centralny, prowincja Serua). Według danych szacunkowych na rok 2009 liczy 5 151 mieszkańców. Jest tutaj rozwinięty przemysł spożywczy.